# Pou Bo
Pou Bo és un pou d'aigua de Godall (Montsià) protegit com a Bé Cultural d'Interès Local.

## Descripció
Al mig de la Plaça el Pou Bo es troba quest pou d'un metre de diàmetre per uns 40 cm d'alçada sobre el paviment e la plaça, realitzat amb grans carreus de pedra. Damunt aquesta estructura pètria n'hi ha una altra de ferro i d'uns 80 cm d'alçada que permet l'extracció de l'aigua.
A la vora mateix del pou hi ha una font i una aixeta.

## Història
A una zona on pràcticament no hi ha rius superficials, excepte l'Ebre, i l'emplaçament elevat potser va ser determinant per a la creació d'una població.